# Jerzy Drewnowski
Jerzy Drewnowski (ur. 1941) – polski historyk nauki, filozof i etyk, doktor habilitowany. Były pracownik PAN, Akademii Lessinga i Uniwersytetu Technicznego w Chociebużu, kilkakrotny stypendysta „Deutsche Forschungsgemeinschaft” (Niemiecka Wspólnota Badawcza) i Biblioteki Księcia Augusta w Wolfenbüttel. Członek Senatu Założycielskiego Europa-Universität Viadrina Frankfurt (Oder). Członek Komitetu Honorowego Polskiego Stowarzyszenia Racjonalistów.

## Okres nauki
Wychowywał się w polskim i niemieckim środowisku rodzinnym. Ukończył VI Liceum Ogólnokształcące im. Jana Kochanowskiego w Radomiu. Absolwent studiów filologii klasycznej w Warszawie. W okresie nauki interesował się problematyką społeczną. Pracę doktorską poświęcił Mikołajowi Kopernikowi. W swej pracy habilitacyjnej zajmował się etyczną samoświadomością uczonych polskich XIV i XV wieku.
W 1973 otrzymał roczne „Stypendium Kopernikańskie” w Niemczech z inicjatywy Deutsche Copernicus-Forschungsstelle w Monachium, które poświęcił poznawaniu dzieł Mikołaja Kopernika. Było ono przyznawane pod patronatem kanclerza RFN Willi Brandta dla uczczenia podpisania Układu PRL-RFN z 1970 r.
Jako stypendysta Biblioteki Księcia Augusta w Wolfenbüttel w latach 1982–1984, kierowanej wówczas przez Sabine Solf, prowadził badania nad samoświadomością ludzi nauki wieków XVI-XVII.

## Kariera zawodowa
Od 1989 mieszkał w Wolfenbüttel. Jego praca naukowa koncentrowała się wówczas nad badaniem wkładu niemieckiego wolnomularstwa w koncepcje humanitaryzmu. Zajmował się również badaniami nad świadomością społeczną i polityczną robotników przymusowych w Trzeciej Rzeszy. W 1990 r. założył międzynarodowe stowarzyszenie „Ergon”, którego celem było popierania nowej myśli europejskiej. W ramach Stowarzyszenia współpracował z amerykańskim Uniwersytetem w Honolulu. Wkrótce po tym został członkiem Senatu Założycielskiego Uniwersytetu Europejskiego Viadrina we Frankfurcie nad Odrą.
Pracował w Akademii Lessinga w Wolfenbüttel i w Wyższej Szkole Pedagogicznej w Chociebużu.
Na terenie Polski prowadzi wraz ze Stanisławem Matułą tzw. „Stałe seminarium w stodole” w miejscowości Jedlnia-Letnisko. Przedmiotem seminariów są badania nad utopiami społecznymi oraz filozofią radości. W tym zakresie współpracują z filozofem i teologiem, Adamem Ciochem.
Drewnowski wspólnie ze Stanisławem Matułą oraz z Agatą i Adamem Sochaczewskimi redagują portal internetowy „Antybarbarzyńca”. Publikuje eseje filozoficzno-polityczne i z zakresu historii etyki „Forum Klubowym” redagowanym przez Leszka Lachowieckiego.

## Badania źródłowe nad Mikołajem Kopernikiem
Drewnowski w swej pracy badawczej nad dziełami Mikołaja Kopernika zajmował się m.in. tłumaczeniem „Pism Drobnych” astronoma, z interpretacją tekstów źródłowych względem jego biografii i recepcji heliocentryzmu. Opublikował jego listy prywatne i urzędowe w językach oryginałów, jak też w swoim przekładzie z łaciny i ze staroniemieckiego, załączając do dysertacji doktorskiej wykaz 54 „Ustaleń i hipotez” objaśniających ważne teksty źródłowe. Zakwestionował autentyczność znanego portretu Kopernika – ojca astronoma, przesuwając jego powstanie na wiek XVII. W kwestii filozoficznych źródeł heliocentryzmu położył akcent na niewzględnościowe i absolutne pojmowanie ruchu i spoczynku przez Kopernika; wbrew tendencjom do identyfikowania jego postawy badawczej jako zrywającej z duchem Średniowiecza wykazał, iż subiektywno-moralnym podłożem jego odkrycia był obraz świata hierarchiczny i godnościowy.

## Badania nad samoświadomością uczonych
Przez prace źródłowe nad biografią Kopernika, łączącego modelowo „życie teoretyczne z praktycznym”, zajął się głównymi wzorcami wiedzy naukowej i wzorcowymi sylwetkami ludzi nauki. Koncentrując uwagę na przechowywanych w Bibliotece Jagiellońskiej źródłach rękopiśmiennych do najwcześniejszych dziejów Uniwersytetu Krakowskiego, scharakteryzował porównawczo jego trzy pierwsze koncepcje ideowe. Przypomniawszy jego istnienie w roku 1390, wyakcentował świeckie i egalitarystyczne rysy programu dydaktyczno-społecznego tworzonego w tym okresie, unaoczniając tym samym, w jakim kierunku mogłaby się rozwijać nauka na uczelni niezdominowanej przez teologię i prawo kanoniczne. Na przykładzie poglądów Bartłomieja z Jasła zestawionych z poglądami Stanisława ze Skarbimierza ukazał dwie kontrastowo różne koncepcje nie tylko nauki i funkcjonowania uniwersytetu, ale też dwa istotnie odmienne modele życia uczonego – świecki pozostający pod wpływem arystotelizmu i kościelny w duchu augustyńskim.
Późniejszy rozwój takich modeli – świeckich i tych podporządkowanych teologii – oraz odpowiadających im ideałów wiedzy naukowej, badał głównie na podstawie takich zaniedbywanych w historii nauki tekstów metanaukowych, jakimi bywają przedmowy do dzieł naukowych, a jakimi są z reguły pochwały filozofii, astronomii lub prawa. Korzystał tu przede wszystkim ze zbiorów starych druków i inkunabułów Herzog August Bibliothek Wolfenbüttel, z uwagę skierowaną m.in. na konsekwencje ideologicznego sporu o heliocentryzm. Propagując na tej drodze pojęcie etycznej samoświadomości uczonych, przedstawiał ją w jej wewnętrznym zróżnicowaniu i złożoności, jak też na tle szerszych konstelacji wartości, które uczeni zwykli deklarować, zdradzając niekiedy niechcący, iż w rzeczywistości myślą nieco inaczej, niż deklarują.

## Eseistyka filozoficzna
W eseistyce filozoficznej, którą zajął się po roku 1989, poszerzył swoje badania poza historię średniowiecznych i późniejszych poglądów naukę i filozofię. Skupił się na tym, co w europejskiej etyce i filozofii zostało zaniechane czy ledwie zaczęte. Mnożąc propozycje poznawczo-etyczne w duchu etycznego kondycjonalizmu – jako postawy odpowiedzialności za warunki własnego i cudzego rozwoju, które stwarzamy, tolerujemy lub współtworzymy, wyróżnia typ człowieka określanego jako homo democraticus adiutor – demokratycznie opiekuńczego. Etyczną wartość postawy opiekuńczej, równościowej i wykraczającej poza stosunki interpersonalne, zespala z dowartościowaniem radości w duchu arystotelesowskim. Dowartościowuje model radości, która daje poczucie mocy i bycia użytecznym, w szczególności na drodze: umysłowego panowania nad światem, przyjaźni i wolnego od rywalizacji uczestnictwa w życiu społecznym. Szkicując w ten sposób emancypacyjny program społecznego eudajmonizmu, zaprawia go zachętami do stoickiego uporu i cierpliwości. Zakładał bowiem, iż globalne zagrożenia człowieczeństwa będą się nasilały wraz z dalszym wzrostem dysproporcji ekonomicznych.
Z tych pozycji etyczno-poznawczych oceniał społeczną i polityczną aktywność człowieka: łącząc podejście radykalnie humanitarystyczne z utylitarystycznym i demitologizującym, szczególne emocje angażuje w zagadnienia demokracji. W realnej globalnej demokratyzacji upatruje największe, najtrudniejsze i najbardziej dramatyczne wyzwanie naszych czasów. W tym też praktycystycznym i politycznym kontekście rozwija takie teoretyczne koncepcje, jak relacyjna teoria wartości (jako sprzyjania albo niesprzyjania egzystencji danej rzeczy), jak teoria pojęć bojowych (ukrytych w zabsolutyzowanych pojęciach ogólnych), jak teoria relatywizacji ogólnych pojęć moralnych (jako emancypującej edukacji przezwyciężającej ideologie autorytarne). Adekwatną odpowiedź na dezorientujący subiektywizm poznawczy naszego czasu widziałby w powrocie do kondycjonalizmu. Tak określa zaniedbaną tendencję do skupiania uwagi na rzeczywistych warunkach dziania się rzeczy.
W analizie pojęć moralnych teologicznej proweniencji rozbudowuje m.in. przemilczaną w dziejach etyki teorię Lessinga o kryminogennym charakterze chrześcijańskiej miłości bliźniego. Przeciwstawiając jej w duchu Lessinga życzliwy wszelkiej obcości i inności humanitaryzm, ukazuje jego zasadniczą niesprowadzalność do kultu tolerancji. Podkreśla zarazem nieuniknioną kruchość wszelkiej najszlachetniejszej choćby kultury moralnej, gdy przeciwstawiają się jej zbyt wielkie dysproporcje mocy między ludźmi. Tutaj też, to znaczy nie tyle w brakach upowszechnienia kultury moralnej, co przede wszystkim w prowokujących do wyzysku i eksterminacji niezdolnościach poszczególnych ludzi oraz ludzkich zbiorowości do samoobrony, upatruje główne źródła zła, które dochodzi do głosu w totalitaryzmach. W ich definiowaniu wykracza poza wyróżniki ideologiczne takie, jak antysemityzm i nietolerancja obyczajowa, kładąc nacisk na zrealizowaną możliwość totalnych regulacji jako na kryterium główne. Między innymi w nawiązaniu do takich antydemokratycznych potencji rozwojowych analizuje obecne prymitywizujące przemiany światopoglądowe, określając je mianem „retenebracji” i „odświadomienia” społecznego. Jedno z remediów widzi w upowszechnianiu myślenia potencjalistycznego – jako antidotum na irracjonalny pesymizm i nie mniej irracjonalne „myślenie pozytywne”.
Refleksję nad tymi zagadnieniami naszego czasu poprzedził próbami ujęcia w jeden ciąg rozwojowy idei humanitaryzmu od greckiej philanthropia i rzymskiej humanitas przez Humanität niemieckich wolnomularzy, Lessinga, Fichtego i panenteisty Krausego po racjonalistyczną mistykę Doroty Sölle i jej teologię wyzwolenia splecioną z etycznymi warstwami marksizmu. Cała ta tradycja – z ekonomiczno-społecznymi programami emancypacji w niej zakorzenionymi – nie równoważy jego zdaniem zasadniczego mankamentu dotychczasowej myśli etycznej, która nie zdobyła się jeszcze na jakąkolwiek teorię humanitaryzmu całościową i realnie pragmatyczną. Według Drewnowskiego globalna kwerenda biblioteczna wskazuje, że nie powstał lub nie zachował się ani jeden artykuł lub szkic na ten temat. Doceniając domyślne lub cząstkowe istnienie takiej teorii w ambitnej publicystyce i w prawodawstwie, w niektórych programach ekonomii i praw człowieka, a także w najnowszych badaniach naukowych nad społecznym dobrostanem, zachęca w swej eseistyce do ujęć systemowych i bezpośrednich. Propaguje tu swoisty powrót do filozofii praktycznej – jako do wariantowej „pedagogiki humanitaryzmu” na miarę zagrożeń stwarzanych przez katastrofalne układy sił w świecie. Za jedną ze szczególnie ważnych, a zaniedbanych spraw uważa przy tym indywidualną i polityczną filozofię radości.

## Badania nad pracą przymusową
Dla lepszego wglądu w swoistość przeżywania wartości etycznych w ustrojach totalitarnych, uczestniczył w badaniach nad pracą przymusową. Opowiadał się w nich za pełniejszą realizacją programu historiografii nie tylko oddolnej, ale i rozumiejącej oraz za szerszym uwzględnianiem kwestii polityczno-światopoglądowych; w ustnych i pisemnych wywiadach ze świadkami czasu – z byłymi niemieckimi pracodawcami oraz z ich robotnikami, z terenu zwłaszcza Polski i Ukrainy, wiele uwagi poświęcał koincydencji warunków życia w Niemczech i poglądów wyniesionych z domu rodzinnego, stwierdzając m.in., że doświadczenie niemieckiego faszyzmu prowadziło wśród robotników przymusowych częściej, niż można by sądzić, do utrwalania postaw rasistowskich.

## Publikacje
1. Książki
- Mikołaj Kopernik w świetle swej korespondencji, Wrocław 1978, s. 399
- Uczony w świadomości polskiego środowiska naukowego pierwszej połowy XV wieku, Wrocław 1986, s. 286

2. Artykuły naukowe, eseje, felietony filozoficzne
- Cyrkularz ‘Ad palatinos, castellanos, canonicos etc.’ – rzekomy autograf Kopernika, ‘Kwartalnik Historii Nauki i Techniki’, nr 4:1970, s. 739–742
- Listy Mikołaja Kopernika, „Człowiek i światopogląd, 3/92, 1973, s. 104–112
- Rzekomy portret epitafijny Mikołaja Kopernika, ojca astronoma, „Kwartalnik Historii Nauki i Techniki”, nr 3:1973, s 511-526
- Nowe źródło do niedoszłego procesu kanonicznego przeciwko Kopernikowi, „Kwartalnik Historii Nauki i Techniki”, nr 1:1978, s. 179–186
- Autour de la Parution de ‘De revolutionibus’. Essai d’une nouvelle intrepretation du temoignage de Rheticus dans la correspondence de Copernic avec Giese, „Organon”, nr 14:1978, s. 261–623
- Copernic et le principe de la relativite du mouvement, ‘Organon’, nr 15:1979, s. 162–173
- Kopernik a zasada względności ruchu, „Człowiek i światopogląd”, Październik 10 (171) 1979, s. 98–118
- Ist die Welt zu erkennen oder ist ihre perfekte Regularität zu bewundern und nachzuahmen? Bemerkungen zu einem Sermo von Stanislaus de Scarbimira, ‘Miscellanea Mediaevalia’, Nr. 16/1:1983, s. 162–176
- Dwa modele uczonego w twórczości pierwszych mistrzów Wszechnicy Krakowskiej. Próba analizy porównawczej poglądów Bartłomieja z Jasła i Stanisława ze Skarbimierza, „Studia i materiały z dziejów nauki polskiej”, seria A, z. 16:1984, s. 3–71
- The Self-Image of the Cracow Scholar during the Earliest Stages of the Cracow University, „Studia mediewistyczne”, nr 24, 2:1986, s. 47–59
- Drei erste Konzeptionen der Struktur und Tätigkeit der Universität in Krakau aufgrund der Quellen von 1364, 1390 und 1400-1415, „Organon”, nr 22/23:1986, s. 210–220
- Die Bewertung der Gelehrsamkeit in Simonis Starovolscii ’Scriptorum Polonicorum Hekatontas’, 1625 und 1627, w: „Res Publica Litteraria”; Die Institutionen der Gelehrsamkeit in der früheren Neuzeit, Wolfenbüttel 1987, s. 194–202
- The moral Education of Jouth in the fifteenth Century Cracow University Sermons, „Organon”, nr 24:1988 (ukazało się w 1991), s. 139–146
- Von Schönheit und Würde zur Wahrheit allein. Die astronomische Forschung im Spiegel der metawissenschaftlichen Vorreden zu den Wolfenbütteler ‘Astronomica’, w: „Beiträge der polnischen Stipendiaten der Herzog August Bibliothek zur Philosophie, Geschichte und Philologie”, Kraków 1994, s. 27–39
- Zu Bocheńskis ‘Grundvision oder über Weltanschauungen in der Zeit des Umbruchs, „Archiwum historii filozofii i myśli społecznej”, 40:1995, s. 175–184
- Prorok i lud wyzwolony, część 1, „Społeczeństwo otwarte”, nr 3:1995, s. 9–15
- Prorok i lud wyzwolony, cz.1 i 2, „Społeczeństwo otwarte”, Nr 3/95, s. 9–15 i Nr 4/95, s. 12–15
- Erinnerungen an das Wolfenbütteler Reichsbahnlager, „Heimatbuch für den Landkreis Wolfenbüttel”, Jg.42:1996, s. 16–24
- „Feind bleibt Feind”. Die „Braunschweiger Tageszeitung” als historische Quelle zur Geschichte der Zwangsarbeit in Stadt und Region Wolfenbüttel 1939-1945, „Braunschweigisches Jahrbuch”, Bd.77:1996, s. 269–294
- ’Jene schöne Zeit auf dem deutschen Bauernhof’. Erinnerungen polnischer Zeitzeugen an ihre Zwangsarbeit in der Region Wolfenbüttel (1939-1945), „Braunschweigisches Jahrbuch”, Bd.79:1998, s. 217–229
- O godności człowieka i potrzebie ideologii, „Myśl Socjaldemokratyczna”, nr 3:1998, s. 22–32 (współautor: Stanisław Matuła)
- Dylematy zachodniej gospodarki liberalnej, „Myśl Socjaldemokratyczna”, nr 2:1998, s. 44–56 (współautor: Stanisław Matuła), w Internecie: O sytuacji społecznej w świecie
- Humanitaryzm a miłość bliźniego, „Res Humana”, nr 1(56):2002, s. 10–17
- Dorota Sölle. Teologia jako solidarność i sprzeciw, „Res Humana”, nr 5(60): 2002, s. 18–24
- Myśl humanitarna w Europie, „Res Humana”, Nr 4 (65) 2003 r.
- Listy do Konstanta, czyli Filozof i filozofia w poszukiwaniu budowniczych lepszego świata”, w: Johann Gottlieb Fichte, Filozofia Wolnomularza przełożył i opracował..., Książka i Prasa, Warszawa 2004, s. 5–23
- Model Reckewella i inne herezje. Impresje z Niemiec. www.lewica.pl [2005-12-24 12:26:09]
- Rewolucja przed nami [o myśleniu politycznym Slavoja Žižka], „Dziś” Nr 12(183) grudzień 2005, s. 99–102
- Autorytet Kościoła a wartości chrześcijańskie, „Forum Klubowe”, nr 5 (24) 2005, s. 59–60
- Uczeń Kanta – Fichte, czyli filozof i filozofia w poszukiwaniu budowniczych lepszego świata, w: Filozofia Kanta w XXI wieku”, pod red. M. Szyszkowskiej, Warszawa 2005, s. 143–164, Spółdzielnia Wydawnicza Anagram
- O ambitniejsze pojmowanie tolerancji, „Forum Klubowe”, nr 1(25) styczeń/luty 2006 r., s. 56–57
- Retenebracja, czyli powrót mroków, „Dziś”, Nr 2(185) luty 2006, s. 27–37
- Gdy umierają biblioteki, „Dziś”, Nr 5(188) maj 2006, s. 39–43
- Obraz godziwego Boga. Wspomnienie o Dorocie Sölle, „Dziś”, Nr 6, (189) czerwiec 2006, s. 118–122, www.racjonalista.pl 17 sierpnia 2006 r.
- Społeczne wyznaczniki człowieczeństwa, „Dziś: Nr 8, sierpień 2006, s. 84–94. W Internecie pt. Człowieczeństwo, siły społeczne, system
- Encyklika „Deus caritas est”, „Dziś”, nr 10 (193) październik 2006, s. 87–93. Toż: pod pierwotnym tytułem: TINA Ratzingerowa. Filantropia zamiast państwa socjalnego, Forum Klubowe, nr 5 i 6 (29 i 30) 2006, s. 136–140
- Ekskludyzm, „Dziś”, Nr 7 (202) lipiec 2007, s. 112–114
- Czy filozofia masońska jest możliwa, „Forum Klubowe”, nr 1 i 2 (31 i 32) 2007, s. 134–140
- Potencjalizm przeciw optymizmowi, „Forum Klubowe”, nr 3 i 4 (33 i 34) 2007, s. 140–146
- Pseudolukian. Uspokojenie – dramat w pięciu aktach, „Forum Klubowe” 2007, www.demokrates.eu
- O zniewolniczeniu, „Forum Klubowe”, nr 5 i 6 (35 i 36) 2007, s. 126–131
- Co to są wartości chrześcijańskie? [pod. ps. Sławomir Wojeński], www.Demokrates.Eu, 22.08.2008
- Wyzwolenie przez wartości (tyt. oryg.: Niewola i wyzwolenie przez wartości), „Dziś”, Nr 11 (206) listopad 2007, s. 96–105
- Układ sił, czyli dynamika systemu (ze Stanisławem Matułą), „Forum Klubowe”, nr 3 i 4 (39 i 40) 2008 r., s. 58–76
- Demoralizacja, czy taniość zabijania, www.lewica.pl [2008-10-20 15:51:54]
- Lewisa Moore’a lęk przed mrocznym czasem, „Forum Klubowe”, nr 5 i 6 (41 i 42) 2008 r., s. 151–152
- Czy Polacy są ludźmi, „Forum Klubowe”, nr 5 i 6 (41 i 42) 2008 r., s. 186–187
- Eudajmonizm i szczęście altruistów, „Forum Klubowe”, nr 1 i 2 (43 i 44) 2009 r., s. 152–160
- Zbrodnie bez niczyjej szkody, „Forum Klubowe”, nr 1 i 2 (43 i 44) 2009 r., s. 192–193
- Niewiara a boskość bogów. Etyczne czynniki niewiary, „Forum Klubowe”, nr 3 i 4 (45 i 46) 2009 r., s. 118–122
- Jak szanować elity? „Forum Klubowe”, nr 3 i 4 (45 i 46) 2009 r., s. 178–179
- Prawa człowieka – filozoficznie, lecz bez konformizmu, www.demokrates.eu 25.08.2009
- Demokracja a zawłaszczanie, „Forum Klubowe”, nr 5 i 6 (48 i 49) 2009 r.
- Niewiara a boskość bogów. Etyczne czynniki niewiary, „Forum Klubowe”, nr 3 i 4 (45 i 46) 2009 r., s. 118–122
- Sen, seks, myślenie kreatywne, Forum Klubowe, nr 5 i 6 (47 i 48) 2009, s. 190–191
- Demokracja a zawłaszczanie, „Forum Klubowe, nr 5 i 6 (47 i 48) 2009 r. s. 100–110
- Lud, motłoch, motłoszenie, Forum Klubowe, nr 1 i 2 (49 i 50) 2010 r., s. 186–188
- Filozofia na mroczne czasy, Forum Klubowe, nr 1 i 2 (49 i 50) 2010 r., s. 112–126
- Nieprzeciętność – pojęcie potrzebne dyktaturze, „Forum Klubowe”, nr 5 i 6 (53 i 54) 2010, s. 88–95
- O pułapkach starokawalerstwa, „Forum Klubowe” 5 i 6 (53 i 54) 2010, s. 180–183
- Totalitaryzm. Pieniądz i realna pełnia władzy, „Forum Klubowe”, nr 3 i 4 (51 i 52) 2010, s. 54–72
- Skąd się biorą meteopaci „Forum Klubowe”, nr 3 i 4 (51 i 52), 2010 r. s. 192–193
- O końskości niektórych okularów filozofii, „Forum Klubowe” nr 1 i 2 (55 i 56), s. 186–187
- O radości i radościach wspólnotowych w ustroju minionym, „Forum Klubowe”, nr 1 i 2 (55 i 56), s. 91–106
- Ewolucyjne podłoże głupoty społecznej, „Forum Klubowe” Nr 3 i 4 (57 i 58), s. 188–190
- O niewynikaniu logicznym, „Forum Klubowe” Nr 3 i 4 (57 i 58), s. 80–83
- Kondycjonalizm humanitarystyczny – propozycja teorii, „Forum Klubowe” Nr 5 i 6 (59 i 60), w druku
- O wzmacnianiu innych i doborze przyjaciół, „Forum Klubowe” Nr 5 i 6 (59 i 60), w druku
- Niechęć do kobiet – Filofilos z Polipterosem, www.demokrates.eu
- Atena i piraci – powiastka filozoficzna, www.demokrates.eu [10.02.2011]

3. Wydania krytyczne tekstów źródłowych
- Łacińskie i niemieckie listy Mikołaja Kopernika, w: Mikołaj Kopernik, Dzieła Wszystkie, III, Pisma pomniejsze, Wydawnictwo Sejmowe, Warszawa 2007

4. Przekłady tekstów źródłowych na język polski
- Listy Mikołaja Kopernika w: Mikołaj Kopernik, Dzieła Wszystkie, III, Pisma pomniejsze, Wydawnictwo Sejmowe, Warszawa 2007
- „Drobne pisma astronomiczne” Mikołaja Kopernika, w: Mikołaj Kopernik, Dzieła Wszystkie, III, Pisma pomniejsze, Wydawnictwo Sejmowe, Warszawa 2007
- M. Kopernik, Zarys założeń dotyczących ruchów niebieskich, w 700 lat myśli polskiej: „Filozofia i myśl społeczna XV wieku”, Warszawa 1978, s. 522–527
- M. Kopernik, Sposób bicia monety, w 700 lat..., s. 527–536

5. Przekłady rozpraw naukowych i filozoficznych na język polski
- Karl Albert, Über Platons Begriff der Philosophie, „Beiträge zur Philosophie”, Bd. 1, Sankt Agustin, s. 1–85, przekład: Karl Albert, O platońskim pojęciu filozofii, „Prace o filozofii starożytnej w przekładach”, t. 1, PAN IFiS, Warszawa 1991, s. 1–50
- Johann Gottlieb Fichte, Philosophie eines Freimaurers. Briefe an Konstant, Bayreuth 1978, przekład: Johann Gottlieb Fichte, Filozofia Wolnomularza przełożył i opracował...[ze wstępem „Listy do Konstanta, czyli Filozof i filozofia w poszukiwaniu budowniczych lepszego świata”], Książka i Prasa, Warszawa 2004

## Publikacje o Jerzym Drewnowskim
- J. Drewnowski, uczony w świadomości polskiego środowiska naukowego pierwszej połowy XV wieku, Wrocław 1987, s 284, recenzja J. Domańskiego w: Studia Mediewistyczne XXVI, 1989, s. 150–155, PL, ISSN 0039-3231.
- Emigrować ku przyszłości. Z Jerzym Drewnowskim rozmawia Joanna Rawik, „Forum Klubowe”, nr 3 (22), 2005, s. 62–64
- Mirosław Kostroń, Drewnowski, czyli humanitaryzmu model potencjalistyczny, „Forum Klubowe”, nr 3 i 4 (33 i 34), 2007, s. 176–183
- Nie tylko o teologii wyzwolenia. Mirosław Kostroń rozmawia z prof. Jerzym Drewnowskim, „Trybuna Robotnicza”, nr 33/96, 18.09.2008
- Jan Maltecki, Pora na masonów [o przekładzie „Filozofii Wolnomularza” Fichtego], „Dziś” nr 11 (218), 2008, s. 123–124
- Marek Krak, Motłoch i autorytety, www.Demokrates.Eu 26.08.2011